# 修了
修了（しゅうりょう）とは、あらかじめ定められている教育・訓練・研修などを学習し終えることである。

## 概要
教育・訓練・研修などを修了した者に対して発行される文書としては、「卒業証書」（「修了証書」）や「修了証」「学位記」などがある。また、各学校において各学年の課程の修了にあたって行う学校行事としては、修了式がある（行わない学校も多い）。その学校を「卒業」してはいないので、証書は通知表に証明欄の形で刷り込まれている。
なお、学歴の表記においては学校の主要課程である本科の全課程を修了することは、特に「卒業」といわれ、学校の全課程を終える意味として通例的に用いられている。しかし、大学院や専修学校（高等専修学校・専門学校）の各課程（修士課程など）を終えることについては、「修了」と呼称されることが多い。大学院設置基準においては修了としている。ただし日常会話では大学院卒業と言うことも多い。その他、各種講座や研修の全課程を修めることも修了ということがある。
各学年の課程の修了は、上級学校への入学資格を伴わないことが多いが、中等教育学校3年次修了見込みで高等学校への受験資格、高等専門学校3年次修了見込みで大学・短期大学への受験資格が与えられる。
ちなみに、5年が修業年限の旧制中学校は4年次修了見込みで上級学校への受験資格があった。

### 終了と修了の差異
なお、「修了」と「終了」は同音であるものの異なる意味である（同音異義語）。「終了」は、その課程を修得せず、修了の認定を受けていない場合も含む言い方である（例えば、「教育ご終了」の語は、教育を受けるのを終えたという意味で、学校を卒業したという意味ではない）。
また、現代日本の教育制度を前提として、「義務教育を修了」といった表現が使われる事があるが、現在の義務教育制度は一定課程の修了をもって義務教育期間の終了とみなすという課程主義ではなく、一定年齢に達すれば終了とみなすという年齢主義であるため、修了の概念は存在しない。ただし、戦前の日本など、課程主義も併用していた制度においては、「義務教育を修了」と表現できる場合がある（詳しくは「義務教育」を参照）。
正規の学生の退学（中途・満期の別にかかわらず）のケースのほか、科目等履修生の期限を終えた場合に「終了」（機関によっては、「履修期間終了」など多様の表現をする）という語を利用する。